# Léo Joannon
Léo Joannon (21 de agosto de 1904 – 28 de marzo de 1969) fue un director, guionista y actor cinematográfico de nacionalidad francesa. 

## Biografía
Su nombre completo era Léon Gabriel Paul Joannon, y nació en Aix-en-Provence, Francia. Antes de entrar en la industria cinematográfica como cámara en la década de 1920, Joannon fue estudiante de derecho, novelista y periodista.
Joannon se hizo conocido internacionalmente a principios de 1939 durante la producción de Alerte en Méditerranée, cuando sus intentos de incluir escenas de un navío alemán  anclado en el puerto de Tánger crearon un incidente diplomático entre los gobiernos alemán y francés anteriores a la Segunda Guerra Mundial. El filme posteriormente ganó el Gran Premio del Cine Francés.
Joannon es también conocido por ser el director de la comedia Atoll K (1951), que fue la última película interpretada  por Stan Laurel y Oliver Hardy. Otras cintas destacadas de su filmografía fueron Le Défroqué (1954) y Fort du Fou (1962).
Casado con la actriz chino francesa Foun-Sen, Léo Joannon falleció en Neuilly-sur-Seine, Francia, en 1969.

## Filmografía
- 1930 : Adieu les copains
- 1931 : Durand contre Durand, con Jeanne Helbling, Clara Tambour y Simone Simon
- 1932 : Suzanne
- 1932 : Il a été perdu une mariée
- 1933 : Six cent mille francs par mois, con Jean Aymé, Georges Biscot y Suzette Comte
- 1934 : Bibi-la-Purée
- 1934 : On a trouvé une femme nue
- 1935 : Quelle drôle de gosse, con Danielle Darrieux
- 1936 : Mais n'te promène donc pas toute nue
- 1936 : L'Homme sans coeur
- 1936 : Train de plaisir, con Jeanne Fusier-Gir, José Noguero y Marguerite Moreno
- 1939 : L'Émigrante
- 1936 : Klokslag twaalf
- 1936 : Quand minuit sonnera
- 1937 : Vous n'avez rien à déclarer ?, con Raimu, Pierre Brasseur y Pauline Carton
- 1937 : De Man zonder hart
- 1937 : Le Chanteur de minuit
- 1938 : Alerte en Méditerranée, con Pierre Fresnay
- 1940 : L'Émigrante, con Edwige Feuillère, Pierre Larquey y Georges Lannes
- 1942 : Caprices, con Danielle Darrieux
- 1943 : Le Camion blanc, con Jules Berry, François Périer y Fernand Charpin
- 1943 : Lucrèce, con Edwige Feuillère, Pierre Jourdan y Jean Mercanton
- 1944 : Le Carrefour des enfants perdus, con Raymond Bussières, Gérard Blain y Serge Reggiani
- 1945 : Documents secrets, con Henry Bonvallet, Jean Brochard y Marie Déa
- 1950 : Le 84 prend des vacances, con Jacqueline Porel
- 1951 : Atoll K, con Stan Laurel, Oliver Hardy y Suzy Delair
- 1952 : Drôle de noce
- 1954 : Le Défroqué, con Pierre Fresnay, Nicole Stephane y Pierre Trabaud
- 1956 : Le Secret de sœur Angèle, con Sophie Desmarets, Raf Vallone
- 1956 : L'Homme aux clefs d'or, con Pierre Fresnay, Annie Girardot y Grégoire Aslan
- 1958 : Le Désert de Pigalle, con Pierre Trabaud, Annie Girardot y Léo Joannon
- 1958 : Tant d'amour perdu, con Pierre Fresnay, Gabriele Ferzetti y Hugues Aufray
- 1961 : Les Vierges de Rome, de Carlo Ludovico Bragaglia y Vittorio Cottafavi (guionista)
- 1962 : L'assassin est dans l'annuaire, con Fernandel, Georges Chamarat y Henri Crémieux
- 1963 : Fort-du-fou
- 1966 : Trois enfants... dans le désordre, con Bourvil, Jean Lefebvre y Rosy Varte
- 1967 : Les Arnaud, con Bourvil, Salvatore Adamo y Christine Delaroche

## Premios y distinciones
Festival Internacional de Cine de Berlín
| Año  | Categoría     | Película    | Resultado |
| ---- | ------------- | ----------- | --------- |
| 1954 | Oso de Bronce | El renegado | Ganador   |